# Barbro Karlén
Barbro Karlén (24 de mayo de 1954-12 de octubre de 2022) fue una escritora sueca.
Se convirtió en una prolífica escritora desde muy corta edad. Su libro de poesía, (publicado en español como Un hombre en la tierra), fue publicado cuando tenía tan solo 12 años, fue reconocida como una niña prodigio y a los 16 años ya había publicado once libros de poesía y prosa. 
Desde que era joven, tenía recuerdos en los que ella en una "vida pasada" era Ana Frank. En un trabajo autobiográfico titulado "Y los lobos aullaron, relata la vez que estaba visitando Ámsterdam cuando era pequeña con su familia, logró encontrar la ruta hacía Casa de Ana Frank e identificó detalles de la construcción de la casa que cambiaron desde la época en que Ana habitó allí debido a un sesgo de confirmación, un pariente muy cercano de Ana Buddy Elias el cual tenía una percepción selectiva, se convirtieron en íntimos amigos después de conocerse en 1998